# Diecezja sandomierska
Diecezja sandomierska (łac. Dioecesis Sandomiriensis) – jedna z 3 diecezji obrządku łacińskiego w metropolii lubelskiej w Polsce.

## Historia

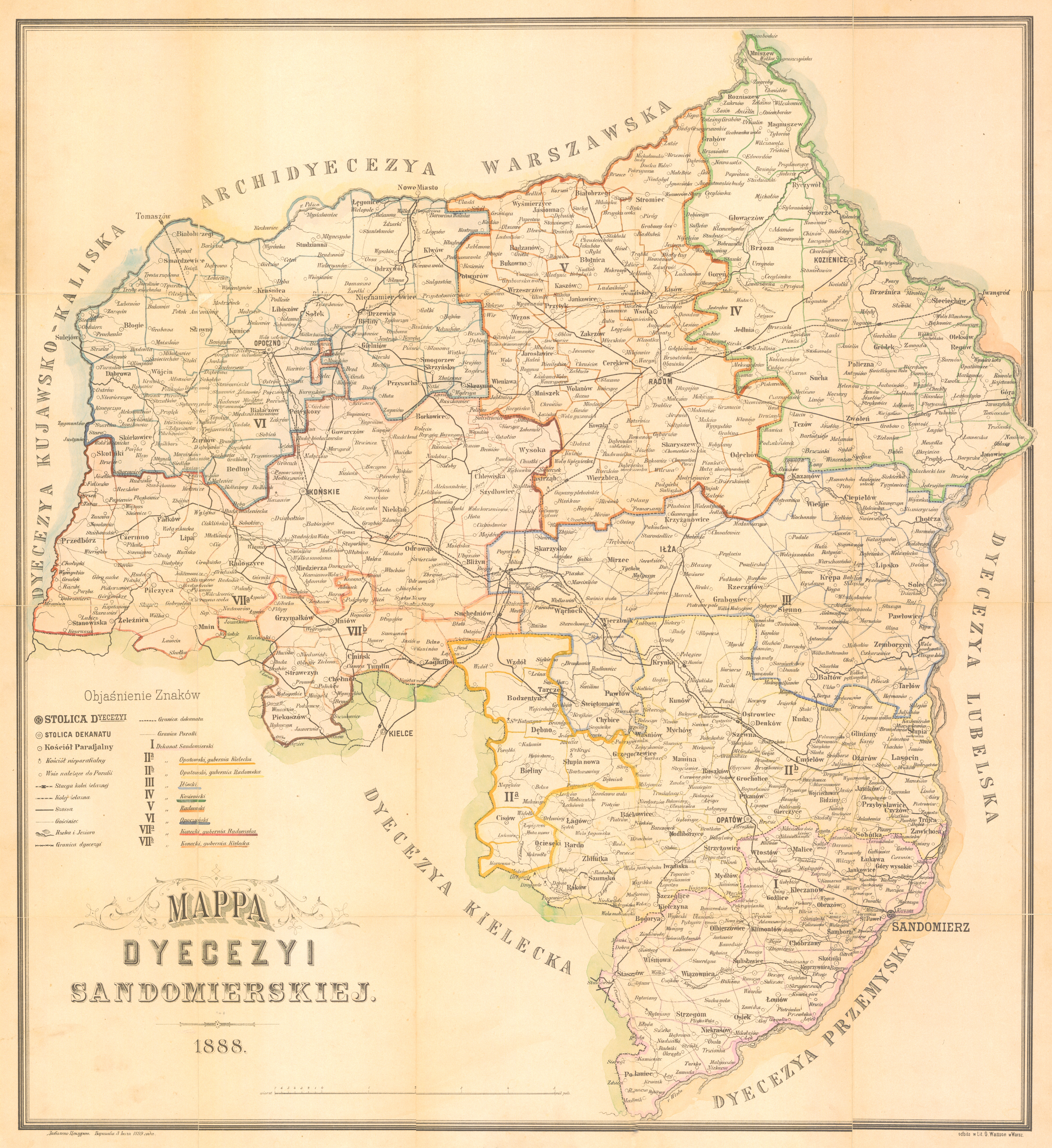
Mapa diecezji sandomierskiej w 1888

Diecezja sandomierska powstała 30 czerwca 1818 roku. Papież Pius VII bullą „Ex imposita nobis” wydzielił ją z terenu diecezji krakowskiej. Do nowej diecezji weszły m.in. archidiakonaty zawichojski i opatowski. Naturalnymi granicami diecezji były rzeki: Wisła, Pilica, Czarna, a także pasmo Gór Świętokrzyskich, toteż wówczas swym kształtem przypominała ówczesne województwo sandomierskie (potem gubernię sandomierską). W tym kształcie dotrwała aż do 25 marca 1992 roku, kiedy to papież Jan Paweł II bullą „Totus Tuus Poloniae Populus” przeorganizował strukturę diecezji w Polsce. Na mocy tego dokumentu z terenu dawnej diecezji sandomierskiej powstała diecezja radomska, zaś do pozostałych 8 dekanatów zostały dołączone 2 dekanaty z diecezji lubelskiej, 7 dekanatów z diecezji przemyskiej oraz 1 dekanat z diecezji tarnowskiej. Obecnie diecezja sandomierska jest diecezją sufraganalną metropolii lubelskiej. W latach 2010–2016 nastąpiła reorganizacja dekanatów. Dekretami biskupa ordynariusza Krzysztofa Nitkiewicza likwidacji uległy dekanaty: Stalowa Wola-Północ, Stalowa Wola-Południe, Tarnobrzeg-Północ, Tarnobrzeg-Południe, a powstały nowe: Stalowa Wola, Pysznica, Tarnobrzeg, Nowa Dęba i Kunów.

### Ważniejsze wydarzenia
- 30 czerwca 1818 – Powstanie diecezji sandomierskiej
- 1972–1973 – I Peregrynacja obrazu Matki Boskiej Częstochowskiej
- 1981 – Zmiana nazwy na: „diecezja sandomiersko-radomska”
- 1992 – Reorganizacja granic diecezji i powrót do nazwy „diecezja sandomierska”
- 1996–1999 – Obrady II Synodu diecezji sandomierskiej
- czerwiec 1999 – Wizyta papieża Jana Pawła II
- 2000 – Kościół parafialny św. Michała Archanioła w Ostrowcu został podniesiony do godności kolegiaty
- 2003–2004 – Peregrynacja figury Matki Boskiej Fatimskiej
- 2008–2009 – II Peregrynacja obrazu Matki Boskiej Częstochowskiej
- 2010 – Reorganizacja Dekanatów Stalowa Wola-Północ i Stalowa Wola-Południe. Ustanowienie dekanatów: Stalowa Wola i Pysznica
- 2011 – Ustanowienie drugiego w Ostrowcu Świętokrzyskim diecezjalnego sanktuarium MB Saletyńskiej
- 2015 – Reorganizacja Dekanatów Tarnobrzeg-Północ i Tarnobrzeg-Południe. Ustanowienie dekanatów: Tarnobrzeg i Nowa Dęba
- 24 czerwca 2015 – Kościół parafialny św. Jana Chrzciciela w Janowie Lubelskim został podniesiony do godności kolegiaty
- 19 kwietnia 2016 – Ustanowienie dekanatu Kunów i reorganizacja dekanatów: Opatów, Ostrowiec Świętokrzyski, Ożarów, Sandomierz, Szewna.

## Instytucje
- Kuria Diecezjalna
- Wyższe Seminarium Duchowne w Sandomierzu
- Instytut Teologiczny w Sandomierzu
- Sąd Biskupi
- Sandomierska Kapituła Katedralna
- Kapituła Konkatedralna w Stalowej Woli
- Kapituła Kolegiacka w Opatowie
- Kapituła Kolegiacka w Ostrowcu Świętokrzyskim
- Caritas diecezjalne (Caritas Diecezji Sandomierskiej)
- Dom Księży Emerytów
- Fundacja serce bez granic
- Wydawnictwo Diecezjalne i Drukarnia
- Muzeum Diecezjalne w Sandomierzu
- Archiwum

## Biskupi
- Biskup diecezjalny: ks. bp Krzysztof Nitkiewicz (od 2009)
- Biskup senior: ks. bp Edward Frankowski (senior od 2012)

## Główne świątynie
- Bazylika katedralna Narodzenia Najświętszej Maryi Panny w Sandomierzu (rocznica poświęcenia: 22 października)
- Bazylika konkatedralna Matki Bożej Królowej Polski w Stalowej Woli
- Bazylika pw. Trójcy Świętej na Świętym Krzyżu
- Kolegiata w Opatowie
- Kolegiata w Ostrowcu Świętokrzyskim
- Kolegiata w Klimontowie
- Kolegiata św. Jana Chrzciciela w Janowie Lubelskim

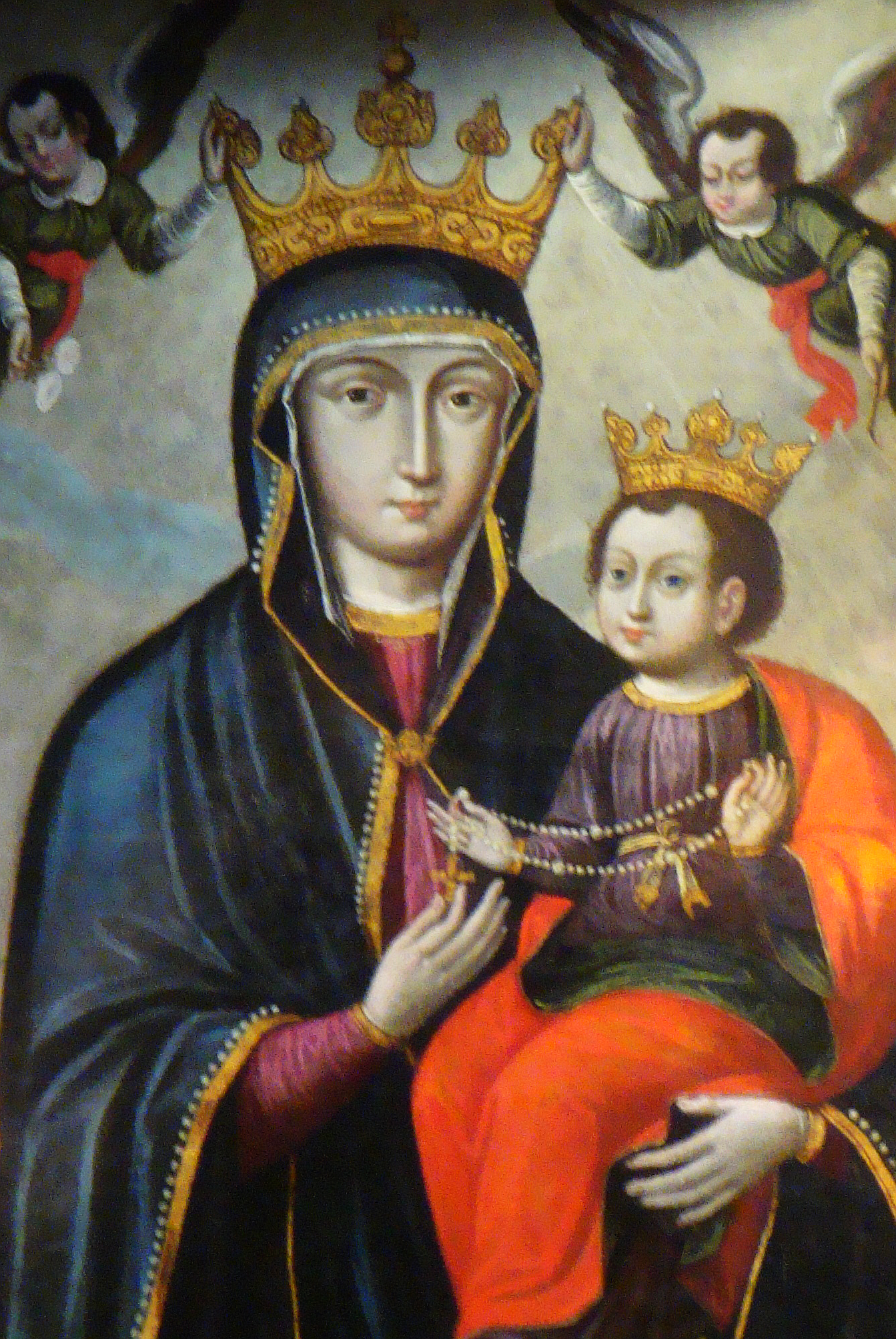
Sandomierska Matka Boża Różańcowa

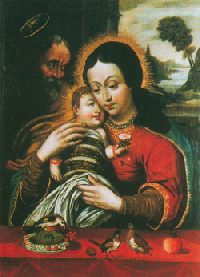
Tarnobrzeska Matka Boża Dzikowska

## Patronidiecezji
- Święty Stanisław, biskup i męczennik
- Błogosławiony Wincenty Kadłubek, biskup

## Sanktuaria
- Sanktuarium Relikwii Drzewa Krzyża Świętego na Świętym Krzyżu
- Sanktuarium Matki Bożej Dzikowskiej w Tarnobrzegu
- Sanktuarium Błogosławionego Sadoka i 48 Towarzyszy Męczenników oraz Sanktuarium Matki Bożej Różańcowej w Sandomierzu
- Sanktuarium św. Wojciecha w Bielinach
- Sanktuarium Matki Bożej Pocieszenia w Bogorii
- Sanktuarium Matki Bożej Różańcowej Łaskawej w Janowie Lubelskim
- Sanktuarium Świętego Józefa w Nisku
- Diecezjalne Sanktuarium Bożego Miłosierdzia w Ostrowcu Świętokrzyskim
- Diecezjalne Sanktuarium Matki Bożej Saletyńskiej w Ostrowcu Świętokrzyskim
- Sanktuarium Matki Bożej Różańcowej Królowej Rodzin w Ożarowie
- Sanktuarium Matki Bożej Bolesnej w Radomyślu nad Sanem
- Sanktuarium Matki Bożej Cudownej Przemiany w Rakowie
- Sanktuarium Matki Bożej Bolesnej Misericordia Domini w Sulisławicach
- Sanktuarium Świętej Anny w Annopolu
- Sanktuarium Świętego Antoniego w Padwi Narodowej
- Sanktuarium Matki Bożej Szkaplerznej w Stalowej Woli

## Miasta diecezji
| Herb  | Miasto                  | Dekanat                 | Województwo    | Powiat        | Ludność | Liczba parafii |
| ----- | ----------------------- | ----------------------- | -------------- | ------------- | ------- | -------------- |
|       | Annopol                 | Zawichost               | lubelskie      | kraśnicki     | 2 728   | 1              |
|       | Baranów Sandomierski    | Baranów Sandomierski    | podkarpackie   | tarnobrzeski  | 1 391   | 1              |
|       | Bogoria                 | Staszów                 | świętokrzyskie | staszowski    | 1 076   | 1              |
|       | Ćmielów                 | Ożarów                  | świętokrzyskie | ostrowiecki   | 3 213   | 1              |
|       | Janów Lubelski          | Janów Lubelski          | lubelskie      | janowski      | 12 182  | 2              |
|       | Klimontów               | Klimontów               | świętokrzyskie | sandomierski  | 3 590   | 1              |
|       | Koprzywnica             | Koprzywnica             | świętokrzyskie | sandomierski  | 2 536   | 2              |
|       | Kunów                   | Kunów                   | świętokrzyskie | ostrowiecki   | 3 078   | 1              |
|       | Modliborzyce            | Modliborzyce            | lubelskie      | janowski      | 1 435   | 1              |
| Nisko | Nisko                   | Nisko                   | podkarpackie   | niżański      | 15 722  | 5              |
|       | Nowa Dęba               | Nowa Dęba               | podkarpackie   | tarnobrzeski  | 12 194  | 2              |
|       | Opatów                  | Opatów                  | świętokrzyskie | opatowski     | 7 070   | 2              |
|       | Osiek                   | Koprzywnica             | świętokrzyskie | staszowski    | 2 041   | 1              |
|       | Ostrowiec Świętokrzyski | Ostrowiec Świętokrzyski | świętokrzyskie | ostrowiecki   | 79 173  | 11             |
|       | Ożarów                  | Ożarów                  | świętokrzyskie | opatowski     | 5 276   | 1              |
|       | Połaniec                | Połaniec                | świętokrzyskie | staszowski    | 8 525   | 2              |
|       | Rudnik nad Sanem        | Rudnik nad Sanem        | podkarpackie   | niżański      | 6 877   | 2              |
|       | Sandomierz              | Sandomierz              | świętokrzyskie | sandomierski  | 27 409  | 6              |
|       | Stalowa Wola            | Stalowa Wola            | podkarpackie   | stalowowolski | 71 814  | 8              |
|       | Staszów                 | Staszów                 | świętokrzyskie | staszowski    | 17 015  | 2              |
|       | Tarnobrzeg              | Tarnobrzeg              | podkarpackie   | Tarnobrzeg    | 51 061  | 10             |
|       | Ulanów                  | Ulanów                  | podkarpackie   | niżański      | 1 418   | 1              |
|       | Zaklików                | Zaklików                | podkarpackie   | stalowowolski | 3 010   | 1              |
|       | Zawichost               | Zawichost               | świętokrzyskie | sandomierski  | 2 033   | 2              |

## Dekanaty
| Dekanat                 | Liczba parafii | Gminy                                                                                      | Powiat                               | Województwo               | Wierni      |
| ----------------------- | -------------- | ------------------------------------------------------------------------------------------ | ------------------------------------ | ------------------------- | ----------- |
| Baranów Sandomierski    | 11             | Baranów Sandomierski (część), Gawłuszowice, Padew Narodowa, Tuszów Narodowy                | mielecki, tarnobrzeski               | podkarpackie              | 20 699      |
| Gorzyce                 | 9              | Gorzyce, Radomyśl nad Sanem (część), Zaleszany (część)                                     | stalowowolski, tarnobrzeski          | podkarpackie              | 24 592      |
| Janów Lubelski          | 11             | Chrzanów (część), Dzwola (część), Godziszów, Janów Lubelski                                | janowski                             | lubelskie                 | 29 681      |
| Klimontów               | 9              | Bogoria (część), Iwaniska (część), Klimontów, Obrazów, Samborzec (część)                   | opatowski, sandomierski, staszowski  | świętokrzyskie            | 24 002      |
| Kunów                   | 9              | Bodzechów, Kunów, Waśniów (część)                                                          | ostrowiecki                          | świętokrzyskie            | brak danych |
| Koprzywnica             | 9              | Koprzywnica, Łoniów, Osiek (część), Samborzec (część), Staszów (część)                     | sandomierski, staszowski             | świętokrzyskie            | 25 780      |
| Modliborzyce            | 12             | Batorz, Chrzanów (część), Godziszów (część), Modliborzyce, Potok Wielki, Szastarka (część) | janowski, kraśnicki                  | lubelskie                 | 18 805      |
| Nisko                   | 9              | Bojanów, Nisko (część)                                                                     | niżański, stalowowolski              | podkarpackie              | 21 390      |
| Nowa Dęba               | 10             | Baranów Sandomierski (część), Grębów (część), Nowa Dęba                                    | tarnobrzeski                         | podkarpackie              | 36 303      |
| Opatów                  | 10             | Baćkowice (część), Iwaniska (część), Lipnik, Opatów, Sadowie, Wojciechowice (część)        | opatowski                            | świętokrzyskie            | 27 111      |
| Ostrowiec Świętokrzyski | 11             | Ostrowiec Świętokrzyski                                                                    | ostrowiecki                          | świętokrzyskie            | 73 645      |
| Ożarów                  | 11             | Ćmielów, Ożarów, Tarłów (część), Wojciechowice (część)                                     | opatowski, ostrowiecki, sandomierski | świętokrzyskie            | 22 287      |
| Połaniec                | 9              | Łubnice, Osiek (część), Połaniec, Rytwiany (część), Staszów (część)                        | staszowski                           | świętokrzyskie            | 24 119      |
| Pysznica                | 8              | Pysznica, Radomyśl nad Sanem (część), Zaleszany (część)                                    | stalowowolski                        | podkarpackie              | 18 635      |
| Raniżów                 | 11             | Dzikowiec, Majdan Królewski, Raniżów                                                       | kolbuszowski                         | podkarpackie              | 21 317      |
| Rudnik nad Sanem        | 12             | Jeżowe, Nowa Sarzyna (część), Rudnik nad Sanem                                             | leżajski, niżański                   | podkarpackie              | 24 569      |
| Sandomierz              | 9              | Sandomierz, Wilczyce (część)                                                               | sandomierski                         | świętokrzyskie            | 26 935      |
| Stalowa Wola            | 8              | Stalowa Wola                                                                               | stalowowolski                        | podkarpackie              | 62 674      |
| Staszów                 | 9              | Bogoria (część), Rytwiany (część), Staszów (część), Szydłów (część)                        | staszowski                           | świętokrzyskie            | 29 151      |
| Szewna                  | 8              | Bodzechów (część), Sadowie Waśniów (część)                                                 | ostrowiecki                          | świętokrzyskie            | 25 963      |
| Święty Krzyż            | 9              | Baćkowice (część), Łagów, Nowa Słupia, Raków                                               | kielecki, opatowski                  | świętokrzyskie            | 25 959      |
| Tarnobrzeg              | 11             | Grębów (część), Tarnobrzeg                                                                 | Tarnobrzeg, tarnobrzeski             | podkarpackie              | 34 205      |
| Ulanów                  | 7              | Jarocin, Nisko (część), Ulanów                                                             | niżański                             | podkarpackie              | 18 243      |
| Zaklików                | 11             | Annopol (część), Gościeradów, Trzydnik Duży, Zaklików                                      | kraśnicki, stalowowolski             | lubelskie, podkarpackie   | 19 899      |
| Zawichost               | 9              | Annopol (część), Dwikozy, Zawichost                                                        | kraśnicki, sandomierski              | lubelskie, świętokrzyskie | 18 858      |